# Stazione di Capocroce
La stazione di Capocroce è una fermata ferroviaria posta sulla linea Priverno-Terracina. Serve la località di Capocroce, nel territorio comunale di Sonnino.
Dal settembre 2012 l'intera linea risulta interrotta in seguito a un evento franoso.
Attualmente (aprile 2025) viene effettuato servizio sostitutivo mediante bus da parte di Trenitalia nei pressi della stazione.

## Storia
La fermata di Capocroce entrò in servizio nel 1940.